# Elecciones de Baden-Wurtemberg de 1960
Las elecciones estatales en Baden-Württemberg de 1960 se llevaron a cabo el 15 de mayo. El mayor aumento de votos fue para el SPD, que tras la elección fue el único partido que se retiró de la coalición formada por todos los partidos y se convirtió en el único partido de oposición. El 12 de marzo de 1961 se volvió a ejecutar la elección en dos distritos electorales; la CDU cayó en un escaño y el número total de estos aumentó de 120 a 121.
Los resultados fueron:
| Partido Político | Partido Político                                | Porcentaje | Escaños |
| ---------------- | ----------------------------------------------- | ---------- | ------- |
|                  | Unión Cristianodemócrata de Alemania (CDU)      | 39.45      | 52      |
|                  | Partido Socialdemócrata de Alemania (SPD)       | 35.30      | 44      |
|                  | Partido Liberal de Alemania (FDP/DVP)           | 15.84      | 18      |
|                  | Bloque de los Refugiados y Expatriados (GB/BHE) | 6.59       | 7       |